# Jacques Ferran
Pour les articles homonymes, voir Ferran (homonymie).
Jacques Ferran, né le 30 mars 1920 à Montpellier et mort le 7 février 2019 à Paris, est un journaliste sportif et écrivain français. 
Il a été rédacteur en chef de L'Équipe, directeur de France Football et co-créateur de la Coupe d'Europe des clubs champions européens, du Ballon d'or et du Paris Saint-Germain

## Biographie
Aîné des cinq enfants d'un jeune magistrat, Pierre Ferran, et de Lucie, fille d'un orfèvre napolitain, Alberto Coppola, immigré et installé comme bijoutier à Montpellier, Jacques Ferran vit une enfance heureuse à Avignon, Marseille, Montpellier et Rodez. En 1943, il échappe au STO et se réfugie avec sa famille au domaine d'Arsac, dans l'Aveyron,. Après de solides études universitaires à la Faculté des Lettres de Montpellier, il fait ses premiers pas de journaliste au Tigre, hebdomadaire créé en 1945 à Montpellier, par d'anciens prisonniers de guerre, puis à l'Echo du Midi, quotidien très vite disparu.
Engagé en 1948 à L'Équipe par Jacques Goddet sur la recommandation d'Emmanuel Gambardella, alors président de la Fédération Française de Football, Jacques Ferran intègre la rubrique football alors dirigée par Jacques de Ryswick. Il crée avec Gabriel Hanot, Jacques de Ryswick  et les dirigeants des principaux clubs européens, la Coupe des clubs champions européens de football en avril 1955 : il en rédige le premier règlement et en effectue, sous l'égide de l'UEFA, le premier tirage au sort,,,. Il est déjà responsable de la rédaction de France Football lorsque celle-ci donne naissance, en 1956, au Ballon d'or du meilleur footballeur européen, dont le retentissement est devenu considérable et dont l'hebdomadaire est toujours propriétaire,,.
Par ailleurs, il collabore, en tant que critique dramatique à France catholique de 1948 à 1953. Puis, pendant une dizaine d'années, comme spécialiste du sport, à L'Express de Jean-Jacques Servan-Schreiber et Françoise Giroud. Il inaugure en 1973, sur le thème "Football, jeu des hommes", la série de conférences organisées à Barcelone lors de la Journée Mondiale du Football. Il rédige le rapport intitulé Sport et Violence édité par l'UNESCO en 1986. Il préside le Prix des Douze attribué annuellement à un ouvrage exceptionnel sur le sport, de 1987 à 1989. 
Jacques Ferran a franchi rapidement tous les échelons de la rédaction de l'Équipe, tout en assumant jusqu'à sa retraite, en 1985,, les fonctions de directeur de France Football. Il a contribué, par ses analyses et ses prises de position au cours des années 1970 au succès de la politique menée, à la tête de la Fédération par Fernand Sastre en faveur de la rénovation du football français,. Il participe en février 1970 avec la rédaction de L'Équipe et celle d'Europe No 1 à la naissance d'un nouveau club, le PFC (Paris Football Club), créé par ses propres sociétaires, et qui est à l'origine du Paris Saint-Germain actuel.
Il figure, à partir de 2011, comme président d'honneur des Anciens de l'Équipe qu'il a contribué à créer,.
Il reçoit le 1er février 1999, des mains de Johan Cruyff, le trophée du plus illustre journaliste de football dans le monde, au cours d'une soirée de gala télévisée, organisée à l'Opéra de Barcelone par l'International Football Hall of champions.
Le journal L'Équipe annonce le décès de son ancien rédacteur en chef le 7 février 2019.

### Famille
Le 26 décembre 1942, Jacques Ferran épouse Colette Guye avec qui il aura cinq enfants : Philippe, Catherine, Christine, Jean-Jacques et Pascale.

## Sport et journalisme
Membre fondateur en 1958, de l'Union des journalistes de sport en France, Jacques Ferran œuvre sans relâche, aux côtés de Félix Lévitan, de Maurice Vidal et de Jacques Marchand, à la reconnaissance du journalisme de sport, et à la défense de ses droits. Conscient que, depuis l'origine, la presse sportive et le sport lui-même ont étroitement partie liée,,,, il multiplie les interventions sur ce sujet en mettant en évidence les responsabilités incombant aux médias et notamment à la télévision. En témoigne son analyse « Le sport et les médias, un mariage pour le meilleur et pour le pire » contenue dans l'ouvrage intitulé Pour un humanisme du sport publié par la Comité olympique Français à l'occasion du Congrès Olympique de Paris en 1994,, ainsi que les conférences prononcées un peu partout dans le monde : à Olympie, par exemple ; dans les écoles de journalisme ; ou encore dans le grand amphithéâtre de la Sorbonne à l'occasion d'un Congrès de l'Association Internationale de la Presse Sportive (AIPS) se déroulant à Paris en mai 1984, en présence de Amadou-Mahtar M'Bow, directeur général de l'UNESCO et de Juan Antonio Samaranch, président du CIO .
C'est d'ailleurs comme président de la Commission Football de cette AIPS qu'il convainc, en 1966, Stanley Rous, président de la FIFA, de créer, au sein de l'association internationale, une commission de presse chargée de régler, lors des compétitions mondiales, tous les problèmes concernant l'activité des journalistes. Il en fait lui-même partie jusqu'à sa retraite.
Il participe auprès de Georges Bertellotti à la création du Sportel de Monaco en 1990 et, jusqu'en 2012, à la préparation de symposiums de haute tenue qui s'y déroulent et dont il assure la synthèse finale. L'un de ces colloques l'incite à publier en 1997 avec Eric Maitrot un ouvrage sur l'influence grandissante que la télévision exerce sur le sport, intitulé Sport : la télévision a-t-elle tous les droits ? Il y avait été préparé par sa collaboration, en tant que conseiller, aux travaux du Conseil Supérieur de l'Audiovisuel dirigés par Roland Faure en vue de réglementer le droit à l'information.
Au nom de l'Union des journalistes sportifs et en phase avec Jacques Marchand, en collaboration avec les Clubs universitaires et la FSGT, il joue un rôle majeur dans la création et la conduite des Assises Nationales du sport, dont le but est d'intervenir sur l'évolution du sport moderne et qui rassemblèrent en 1991 à Montpellier et en 1994  à Strasbourg plusieurs centaines de participants. Il y prononce chaque fois le discours d'introduction. C'est en conclusion du second de ces rassemblements que Jacques Rogge, futur président du CIO, adresse aux journalistes et aux universitaires attachés à l'éthique sportive cette exhortation : "Soyez les Hippocrate du sport".

## L'éthique sportive
C'est cependant à l'action directe en faveur d'une définition et d'une protection de l'éthique sportive que Jacques Ferran consacre le maximum d'efforts et de réflexion. La plus ancienne de ses initiatives remonte à 1963 et à un colloque organisé à Gauting (Bavière) par le Conseil international pour l'éducation physique et le sport (CIEPS) sur le thème de la lutte à mener contre le chauvinisme et l'anti-jeu. Il y représente la presse internationale et y rencontre Jean Borotra, représentant du CIEPS. C'est en conclusion de ce colloque qu'il propose la création d'une association internationale chargée de protéger le sport de ses dérives. Et c'est avec Borotra, dont l'amitié ne se démentira jamais, qu'il crée aussitôt sous l'égide de l'UNESCO le Comité International du Fair-Play (IFPC) dont Borotra va assurer la présidence et lui le secrétariat général. La tâche de ce comité — qui n'a jamais cessé de remplir ses fonctions et dont le président actuel est le Hongrois Jenó Kamuti, ancien champion du monde d'escrime — consiste à remettre, une fois par an, dans la grande salle de l'UNESCO des trophées récompensant les actions exemplaires accomplies par des champions distingués par le comité ; mais c'est surtout l'occasion de mettre en valeur les vertus comme de dénoncer les outrances du sport de compétition et d'entendre René Maheu, alors directeur général de l'UNESCO, ou Philip Noël Baker, prix Nobel de la paix, donner une dimension philosophique aux questions posées.
C'est cependant à une autre organisation internationale, l'Association Internationale Contre la Violence dans le Sport, qu'il consacre, le plus d'énergie. Il reprend la présidence de cette association en 1975 après la disparition rapide de son fondateur, un Français idéaliste, Charles Drago. Jacques Ferran va en assurer la survie et le développement, sous l'égide, à Monaco, du Prince Rainier III, lui-même très féru de sport. Georges Bertellotti en est le secrétaire général et le Prince Rainier III un président d'honneur passionné qui assure à l'AICVS une subvention et un siège au stade Louis II.
C'est en vue de répondre à la question fondamentale de la nature et de la spécificité du sport et de rechercher les moyens à mettre en œuvre pour le protéger de tout ce qui concourt à sa perversion que Jacques Ferran va engager l'AICVS au cours des trente années suivantes. Rendue plus forte à partir des années 85 par son association étroite avec le Comité du Fair-Play de Jean Borotra et la Fondation Rika de Backer de Raoul Mollet, son association multiplie les interventions, colloques, conférences, initiatives en tout genre, comme de proposer aux pouvoirs sportifs et aux gouvernements d'assujettir tout sportif licencié à la prononciation d'un serment comparable à celui que les médecins appellent serment d'Hippocrate. Il rédige ce projet de serment ainsi que le texte de la convention proposée au CIO et aux fédérations internationales ; intervient au nom de l'Entente au Congrès Olympique de Baden-Baden, à Los Angeles, à Moscou et à Lausanne. Et lorsque la vitalité de l'AICVS s'essouffle un peu et que vieillissent ses responsables, l'essentiel du message qu'il s'efforce de faire passer se concentre sur la création de Comités d'éthique forts et indépendants. Après beaucoup d'échecs et de déceptions, des Comités d'éthique seront finalement créés des années plus tard et joueront notamment un rôle décisif dans la solution de la crise ouverte par les débordements de la FIFA.
Enfin, en vue de décentraliser et d'enraciner l'action de l'AICVS, Jacques Ferran est à l'origine de la création du Comité Français pour le Fair-Play en 1973 et de l'Association française pour un sport sans violences en 1980. Cette dernière, présidée à ses débuts par Fernand Sastre, se transforme quelques années plus tard, après fusion avec l'autre association nationale en Association Française pour un Sport Sans Violence et pour le Fair-Play (AFSVFP), toujours vivante. Il en fut vice-président et en reste président d'honneur.
Dans ses derniers entretiens, il déplorait l'évolution de la Ligue des Champions : « Aujourd’hui, les petits pays sont pratiquement mis à l’écart. Seul importe l’argent… On se demande si on n’a pas déclenché quelque chose qui sera un jour fatal au sport. Mais, que voulez-vous, c’est la vie… ».
Michel Platini dit à son sujet : « Je n’ai jamais considéré Jacques Ferran comme un journaliste de terrain, mais comme un philosophe du football. C’était quelqu’un de cérébral qui possédait une réflexion globale sur notre sport. Il était au-dessus de la mêlée. ».

## Le langage du sport
Jacques Ferran s'est efforcé aussi de mener une action permanente en faveur d'un langage du sport exonéré, autant que faire se peut, de trop nombreux vocables étrangers. Il anime tour à tour une commission de l'USJSF chargée de cette mission et dont firent partie le professeur Étiemble et Gabriel Hanot ; préside ensuite une commission mise en place par le ministre des sports Joseph Comiti ; et dirige surtout, de 1984 à 1994, la Commission ministérielle de terminologie sportive ,créée par le gouvernement de Pierre Mauroy et la ministre des sports Edwige Avice. Il collabore avec Pierre Comte-Offenbach, Nelson Paillou, Georges Petiot, Philippe Chatrier, Jacques Capelovici ou Michel Bouet, à analyser l'évolution de notre langage et à proposer des équivalents acceptables aux trop envahissants emprunts à l'anglais. Notamment en athlétisme, football, tennis ou golf. Certains des termes proposés sont passés dans l'usage comme Jeu décisif (au lieu de Tie-Break) ou dopage (au lieu de doping).

## Le bridge
Bridgeur d'élite dès son adolescence et toute sa vie passionné, Jacques Ferran publie en 2015 un Guide du bridge couvrant tous les aspects du jeu et préfacé par Patrick Grenthe, président de la fédération française de Bridge. Il fonde en 2011 l'association Bridger Au Luco qui permet à ses membres de pratiquer (seulement par beau temps l'après-midi) leur jeu favori dans les jardins du Luxembourg. Reconnue aussitôt par le Sénat, cette association a obtenu, pour y entreposer son matériel, la concession du kiosque no 11 proche et situé à l'est des quatre tennis et au sud de l'Orangerie du Sénat français. Tous ses enfants étaient présents le 29 mars pour lui rendre hommage et il a été évoqué que le Sénat soit sollicité pour apposer sur ce kiosque une plaque commémorative.

## L'œuvre littéraire
Jacques Ferran a écrit des nouvelles, romans et un essai encore inédits. Son premier roman Ourika-Révolution, disponible en janvier 2018 en impression à la demande sur Lulu.com, reprend le personnage d'un roman de Claire de Duras, Ourika, une jeune noire ayant reçu en France une éducation aristocratique. En faisant d'elle une héroïne de la révolution, Jacques Ferran lui invente un destin victorieux. À noter que cette orientation dénote son éclectisme puisqu'on est ici loin de son domaine habituel même si Orika est un important sponsor sportif.

## Distinctions
- Prix Martini du meilleur article sportif
- Prix Henri-Desgrange 1970 (décerné par l'Académie des sports)
- Chevalier dans l'ordre national du Mérite
- Médaillé des sports monégasque
- Chevalier de la Légion d'honneur
- Médaille du centenaire du CIO, Lausanne 1994
- Ordre du Mérite de l'UEFA en émeraude, 2004
- Prix de la carrière 2006 (décerné par l'Association des écrivains sportifs)[46]
- Gloire du sport en 2017[47]

## Publications
- Encypoche du football, Éditions de la Grange Batelière, 1962.
- Football : aventure des hommes, La Table Ronde, Paris, 1966.
- René Bazennery, Jean Borotra, Pierre Comte-Offenbach, Jacques Ferran, Georges Guillermin, Le Fair-Play, sous les auspices de l'UNESCO, de la part du CIEPS, Comité Français pour le Fair Play, Paris, 1970.
- « Football, joie du monde » p. 9 in Jean Philippe Rethacker et Jacques Thibert, Joies du football, Réalités Hachette, Paris, 1973.
- Les Coupes d'Europe, Famot, 1978.
- Didier Braun et Jacques Ferran, Histoire de la Coupe du monde de football de 1930 à 1978, Fleurus, 1978.
- Jacques Ferran et al., Le Grand Livre de la Coupe du Monde, Calmann-Lévy, Paris, 1978.
- Les Coupes d'Europe, Éditions Famot, 1978.
- Sport et Violence, UNESCO, 1986.
- « Le sport repose sur un système de valeurs » p. 45, « Les valeurs du sport » p. 289, in UNCU et USJSF Pour des Assises nationales du sport, Maison des Sciences de l'Homme d'Aquitaine, 1991.
- « La Presse et les valeurs fondamentales du sport » p. 478, in UNCU et USJSF, Le Sport, l'Université, l'Europe, Maison des Sciences de l'Homme d'Aquitaine, 1993.
- « Le sport et les médias, un mariage pour le meilleur et pour le pire » p. 89, in Comité National Olympique et Sportif Français, Pour un humanisme du Sport, Congrès olympique du centenaire du C.I.O. coédition CNOSF-Éditions Revue EPS, Paris, 1994.  (ISBN 2-86713-100-6)
- Jacques Ferran et Éric Maitrot, Sport : la télévision a-t-elle tous les droits ?, Télé satellite, 1996.
- « Comment l'EQUIPE a créé la coupe d'Europe il y a cinquante ans » p. 18, « J'ai fait le premier tirage au sort » p. 33, « Comme une plaie ouverte » p. 122, « Cinquante ans, mon bilan » p. 195, « Le demi-siècle qui commence » p. 382, in L'EQUIPE, 50 ans de Coupe d'Europe, L'équipe, Paris, 2005.
- « Le pape et la Bible France-Football » p. 233, in Michel Vautrot, Mi-Temps, entretiens radiophoniques de Michel Vautrot, Presses du Belvédère, Pontarlier, 2006.
- « Une naissance au forceps » p. 4 in  L'EQUIPE, 50 ans d'Euro, une histoire française, L'équipe, Paris, 2008.
- « Georges, le ralenti et Mallarmé » p. 7, in  Sportel Monaco, 1990-2009 Sport et télévision, Monaco, 2009.
- « Pour un Grenelle du Sport » p. 201, in L'Équipe, 101 propositions pour le sport français, L'Équipe, Paris, 2010.
- Préfacé par Patrick Grenthe, Le Guide du bridge, collection Bouquins, Paris, 2015.
- « L'Équipe et le sport » p. 36, « "L'invention de la Coupe d'Europe » p. 76, « Gabriel Hanot, l'orfèvre » p. 78, « Les leçons de Mai 68 » p. 126, in Les Anciens de l'Équipe, L'Équipe raconte l'Équipe, Robert Laffont, Paris, 2015.